# Otto Jørgensen (bankdirektør)
 Der er flere personer med dette navn, se Otto Jørgensen.
Otto Albert Vilhelm Jørgensen (7. maj 1829 i Næstved – 4. juni 1914) var en dansk bankdirektør.
Han var søn af bataljonskirurg Johan From Jørgensen og Caroline født Christensen. I 1897 efterfulgte han Axel Heide som direktør for Københavns Laane- og Diskontobank. 23. juni 1899 blev han Ridder af Dannebrog.
24. oktober 1853 ægtede han i Helsingør Marie Vilhelmine Koch (20. marts 1829 i Helsingør – 1. juni 1882 sammesteds).